# Joseph Radetzky
Joseph Wenzel Radetzky von Radetz, couramment appelé comte Joseph Radetzky, né le 2 novembre 1766 au château de Trebnitz (aujourd'hui Třebnice) près de Sedlčany (actuelle République tchèque) et mort le 5 janvier 1858 à Milan, est un maréchal autrichien originaire de Bohême.
Commandant en chef de l'armée autrichienne en Lombardo-Vénétie, il est chargé du rétablissement de l'ordre à la suite des révolutions de 1848 qui ébranlent l'empire d'Autriche. Il mène plusieurs batailles en 1848 et 1849 (Santa Lucia, 6 mai 1848 ; Vicence, 10 juin 1848 ; Custozza, 25 juillet 1848 ; Mortara et Novare, mars 1849). L'émigré français Georges de Pimodan y est son aide de camp.
Il est, avec Edmond de Schwarzenberg et Alfred de Windisch-Graetz, l'un des principaux artisans de la répression des révolutions de 1848 dans l'empire d'Autriche.
Il inspire Johann Strauss Père pour sa Marche de Radetzky exprimant la jubilation de la noblesse autrichienne d'avoir sauvegardé ses privilèges, marche aujourd'hui encore interprétée chaque année en clôture du Concert du nouvel an à Vienne, ainsi que Joseph Roth pour son roman La Marche de Radetzky.

## Biographie

### Origines et formation
Joseph Radetzky est né en Bohême du Sud, dans le château hérité du comte Pierre-Eusèbe Sedlčany, alors connu sous le nom allemand Trebnitz, dans le district de Tábor. En 1776, orphelin de mère, morte en couches, et de père, il est confié à son grand-père, Wenzel Léopold Johann Radetzky, premier comte depuis le 27 septembre 1764. Son oncle dilapide une grande partie de sa fortune et avec ce qu'il reste, de 1781 à 1784, Joseph part faire ses études à Brno puis à Vienne, au Theresianum (académie pour les jeunes nobles créée par l'impératrice Marie-Thérèse). Étudiant peu brillant, il se passionne uniquement pour l'histoire, avec une particulière prédilection pour Justinien et Louis XIV.
À dix-huit ans, le 1er août 1784, il est admis comme cadet dans le régiment des cuirassiers Caramels (puis 2e régiment) stationné à Gyöngyös. Il participe, de 1787 à 1791, à la guerre austro-turque en qualité d'officier.

### Période napoléonienne

#### Première coalition

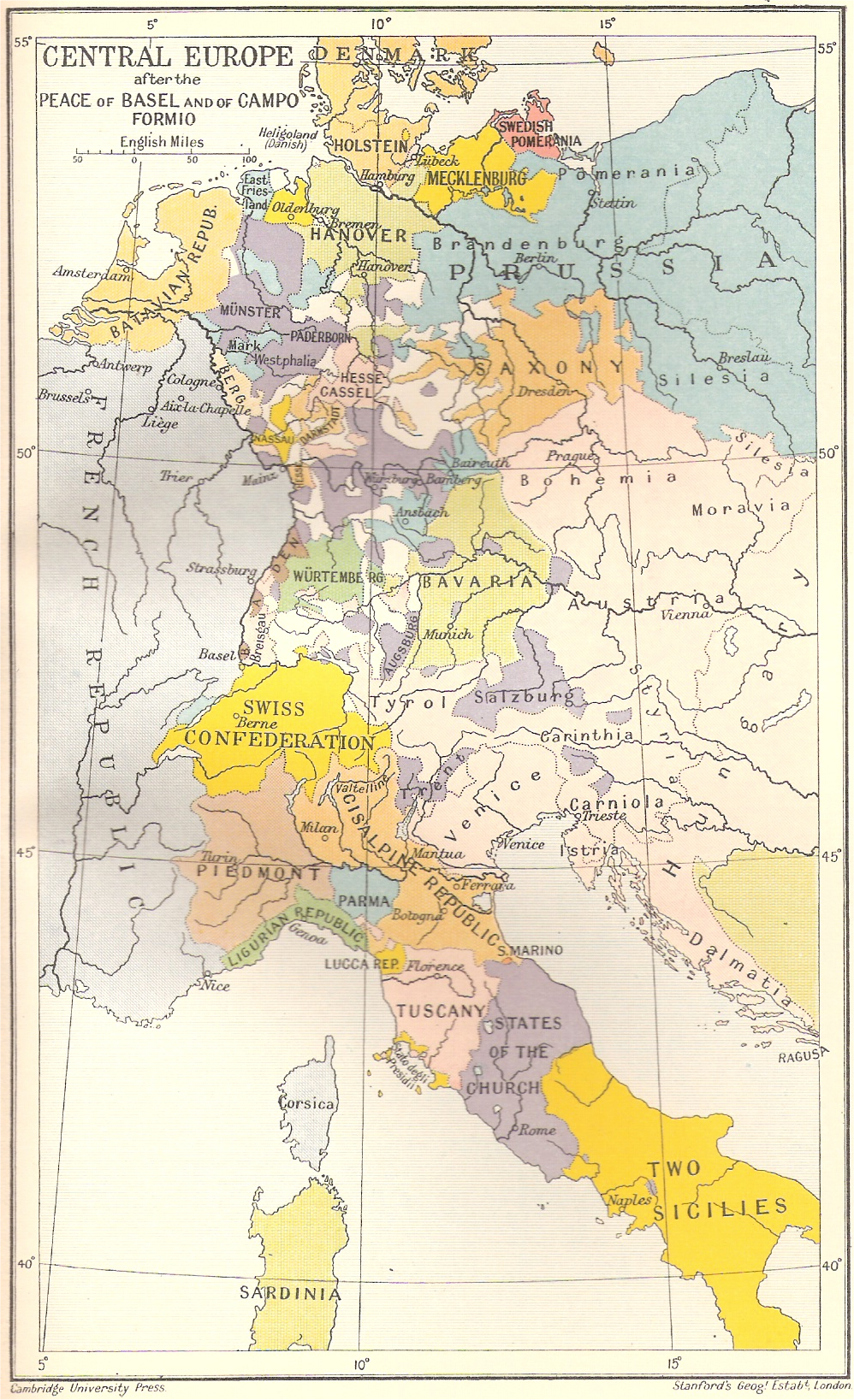
L'Europe centrale après le traité de Campo-Formio.

En 1793, dans la suite du feld-maréchal prince Josias de Saxe-Cobourg, il prend part à l'infructueuse campagne de Hollande qui conduit à la proclamation de la pro-française République batave. Il se distingue lors des batailles d'Arlon et de Charleroi où il mène une colonne de cavalerie à travers les lignes ennemies. En 1795, il combat sur le Rhin.
La vraie grande occasion a lieu en 1796, quand il entre au service de Beaulieu, comme aide de camp, pendant les campagnes d'Italie contre Napoléon Bonaparte. Il le rejoint, probablement, après que la ligne s'est retirée à Mantoue et le Mincio. Cette campagne dite de Mantoue, commencée par Beaulieu et poursuivie par Dagobert Sigmund von Wurmser, voit les Autrichiens connaître de nombreux échecs, ce qui ne permet pas le dégagement de la forteresse de Mantoue, assiégée par les Français. C'est cependant à Valeggio, que Radetzky se distingue quand, avec quelques hussards, il sauve Beaulieu.
En mai 1796, Radetzky est récompensé par sa nomination au grade de major et son transfert dans le nouveau corps des pionniers, engagés dans les travaux de fortification à Gradisca et sur l'Isonzo. Les choses en Italie, en fait, se présentent mal, avec la perte de Mantoue et la percée des Français vers la Vénétie (Pâques véronaises).
Début avril 1797, l'armistice est signé à Judenburg, suivi le 17 octobre des préliminaires de paix de Campo-Formio et du congrès de Rastatt : l'Autriche obtient Venise mais renonce à l'Italie, ainsi que l'Istrie et la Dalmatie. Elle reconnaît la République cisalpine. La France annexe les provinces belges (Pays-Bas autrichiens) et repousse sa frontière sur le Rhin. Reviennent également à la France les Îles Ioniennes, Corfou, Zakynthos et Céphalonie.

#### Seconde coalition
En 1799, profitant de l'absence de Napoléon, engagé dans la campagne d'Égypte et de la destruction de la flotte française à Aboukir, l'Autriche, la Russie et le Royaume-Uni attaquent les Français en Allemagne, Suisse et Italie. Radetzky conduit le corps des pionniers de l'Armée d'Italie. Ses services sont appréciés par le commandant feld-maréchal Melas qui, en avril, en fait son assistant. Le 1er mai de la même année, il est promu lieutenant-colonel et aide général de feld-maréchal.
Les 17 et 18 juin, il montre ses capacités et son courage à la Trebbia, puis à Novi et enfin près de Genola. Le 5 novembre, il est promu au grade de colonel. Pour sa conduite au cours de la décisive bataille de Novi, qui oblige les Français de Joubert à abandonner les républiques jacobines italiennes, Radetzky reçoit le titre de chevalier de l'ordre militaire de Marie-Thérèse.
L'année suivante, en 1800, il conduit les troupes d'assaut (Sturmtruppen) à Viareggio. Le 14 juin, il participe à la bataille de Marengo au cours de laquelle les Autrichiens subissent une défaite cuisante des Français. C'est cependant l'occasion pour le lieutenant-colonel Radetzky de se mettre en valeur. Il donne une nouvelle démonstration de son courage, il reçoit cinq balles et perd son cheval. Plus important encore, on remarque sa tentative, la veille, d'obtenir des modifications au plan de bataille suggéré par le « scientifique » von Zach. Ainsi, à la suite de la catastrophe, Melas est remplacé par Bellegarde et Radetzky reçoit un ordre de transfert : assistant à l'état-major et commandant du régiment de cuirassiers Prince Albert von Sachsen-Teschen.
En septembre, il rejoint l'armée en Allemagne, juste à temps pour une autre grande défaite autrichienne infligée, cette fois, par Moreau, lors de la bataille de Hohenlinden. Encore une fois, Radetzky est blessé, cette fois au pied gauche, et perd son nouveau cheval.
La défaite autrichienne se conclut en février 1801 par le traité de Lunéville, confirmant les conditions de Campo-Formio.
Il y a peu d'informations sur la carrière de Radetzky au cours des quatre années de paix suivantes, et les registres militaires n'indiquent aucune promotion ou avancement.

#### Troisième coalition
En 1805, en marche vers Ulm, à l'Ödenburg, il reçoit la nouvelle de sa promotion au grade de major général et l'affectation à un commandement en Italie, sous les ordres de l'archiduc Charles. Il est présent lors de la sanglante défaite autrichienne à Caldiero.
Radetzky a la chance de ne pas être présent à Ulm lorsque l'armée autrichienne est encerclée et contrainte à la reddition. Cette situation oblige l'archiduc Charles à se retirer vers la Hongrie pour rejoindre les Russes. Mais Napoléon est plus rapide, le 2 décembre 1805, il engage la bataille à Austerlitz. Les forces russes et autrichiennes sont anéanties. Pendant la campagne, cependant, Radetzky obtient le grade de brigadier général.
Avec la paix de Presbourg du 26 décembre 1805, l'Autriche cède au royaume d'Italie la Vénétie tandis que le Tyrol et Vorarlberg passent à la Bavière. L'Autriche connait alors un nouveau gouvernement, où se trouve le ministre des Affaires étrangères von Stadion, qui doit créer les conditions pour la reprise de la guerre contre Napoléon. En parallèle, l'archiduc Charles et l'archiduc Jean-Baptiste réforment l'armée, notamment avec la mise en place, en 1808, du service militaire obligatoire.
Lors de cette nouvelle période de paix, les registres militaires ne mentionnent pour Radetzky ni promotion, ni avancement. D'autres sources signalent, plutôt, qu'il se consacre à l'étude et à l'enseignement des sciences de la guerre mais sans prendre de congé.

#### Cinquième coalition

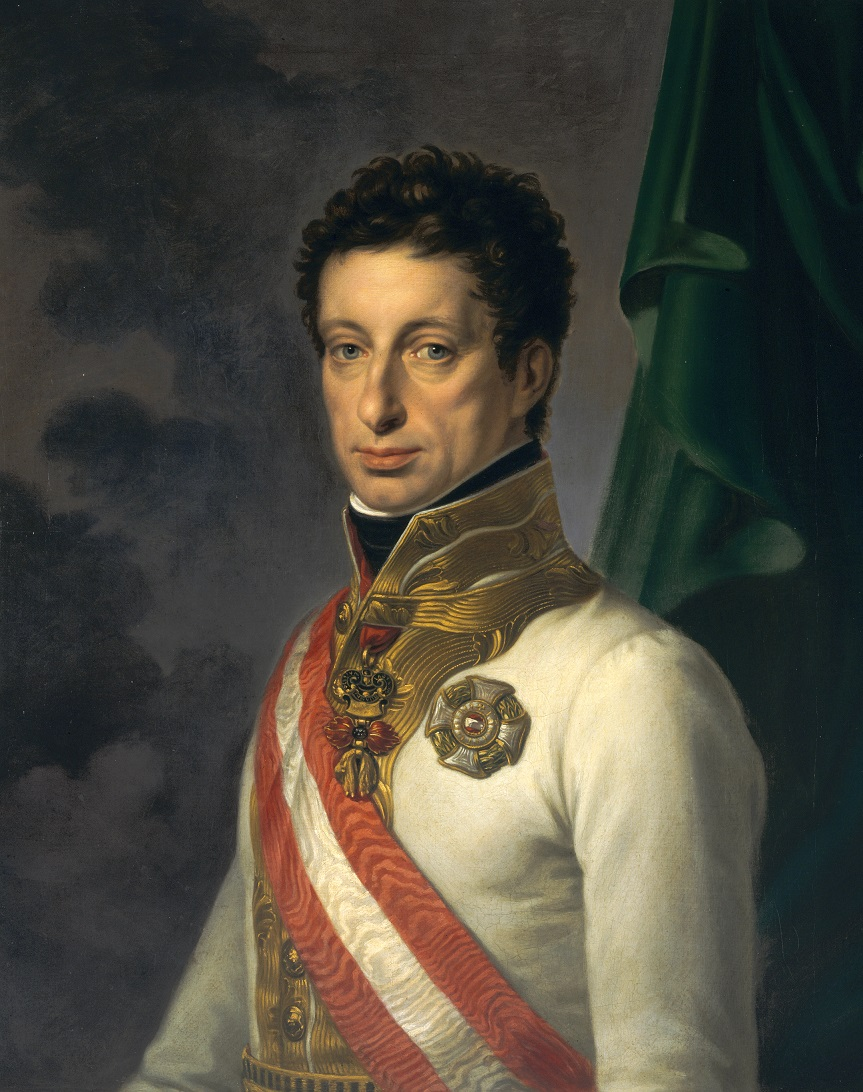
L'archiduc Charles

En 1809, Napoléon est engagé pour la deuxième année consécutive à la répression du soulèvement espagnol. Von Stadion pense que le temps est venu pour la reprise des hostilités et convainc l'empereur de la reprise des combats. Cependant, l'Autriche est seule car la Prusse est sous occupation française, la Russie est alors un allié de la France et le Royaume-Uni est engagé en Espagne.
Radetzky est affecté au Ve corps d'armée, avec qui il reste pendant toute la campagne. C'est une longue retraite face aux troupes françaises, qui entrent par la Bavière et se dirigent vers Vienne. Radetzky combat encore une fois avec distinction, près de Braunau, en tant que commandant de l'avant-garde, puis à Seligenstadt. Le 3 mai, il est signalé pour avoir sauvé, par une manœuvre habile, une entière division, au cours de la retraite vers Kleinmünchen.
En mai 1809, l'archiduc Charles porte toute l'armée sur la rive gauche du Danube. Impuissant, il laisse Napoléon occuper Vienne. Après quoi, près de là, les forces françaises passent la rivière, mais sont repoussées au cours de la bataille d'Aspern-Essling. Radetzky n'y participe pas mais obtient, le 1er juin, ou quelques jours après, la promotion au grade de lieutenant feld-maréchal et le commandement du IVe corps d'armée.
Les 5 et 6 juillet, Napoléon remporte un succès et les Autrichiens subissent une terrible défaite à Wagram. Dans sa nouvelle fonction, Radetzky prend part aux faits d'armes de Hohenruppersdorf et Markgrafneusiedl.
La défaite contraint l'empereur à révoquer l'archiduc Charles et Von Stadion et à les remplacer par Klemens Wenzel von Metternich. Il conclut, en octobre 1809, la paix de Schönbrunn, l'Autriche cède le Tyrol du Sud, Salzbourg et les provinces illyriennes, ainsi que Tarnopol et la Galicie occidentale (avec Cracovie) cédées à la Russie. Mais, plus important, elle doit réduire son armée à 150 000 hommes et devient, essentiellement, un vassal de la France.
Peu avant Wagram, Radetzky s'illustre à la cour impériale, comme en témoigne l'honneur qui lui est réservé. Selon la coutume de l'époque qui prévoit que la grande noblesse possède ou arme des régiments, Radetzky devient le second propriétaire du 4e régiment de cuirassiers, et 6 septembre, il prend le titre de colonel du 5e régiment de hussards, renommé Régiment Hussards de Radetzky. Il s'agit d'un titre honorifique, Charles-Albert de Savoie, son futur ennemi va devenir aussi colonel du même 5e hussards. Radetzky devient le seul propriétaire du régiment en 1848. En 1810, il reçoit le titre de commandeur de l'ordre militaire de Marie-Thérèse.
Le 21 août 1809, il est promu chef d'état-major général. Il tente de réorganiser et de moderniser l'armée et son système tactique, mais il démissionne en 1812, affirmant qu'il ne peut poursuivre la réforme en raison de l'opposition du Trésor. Tout au long de sa vie, Radetzky va être un partisan obstiné d'un programme de formation continue qu'il envisage par de grandes manœuvres estivales.

### Défaite de Napoléon

#### Sixième coalition
Le 24 juin 1812, Napoléon entre en Russie traversant la Njemen avec 500 000 hommes. Il se retire le 10 décembre avec un peu plus de 37 000 hommes. Tous ne sont pas morts : par exemple, en décembre 1812, la Prusse déclare la neutralité de son contingent, avant de passer, le 28 février 1813, une alliance ouverte avec la Russie et la Grande-Bretagne. L'Autriche rejoint l'alliance seulement le 20 août 1813.
En 1813, Radetzky est nommé chef de bureau de l'état-major après avoir donné un nouvel élan à la reconstruction de l'armée impériale. À la fin avril, il rallie 311 000 hommes et 65 000 chevaux (75 000 chevaux fin août). Avec la déclaration de guerre, Radetzky devient chef d'état-major de Schwarzenberg, le prince autrichien à la tête de l'armée d'Allemagne.

#### Campagne de Saxe jusqu'à la bataille de Leipzig

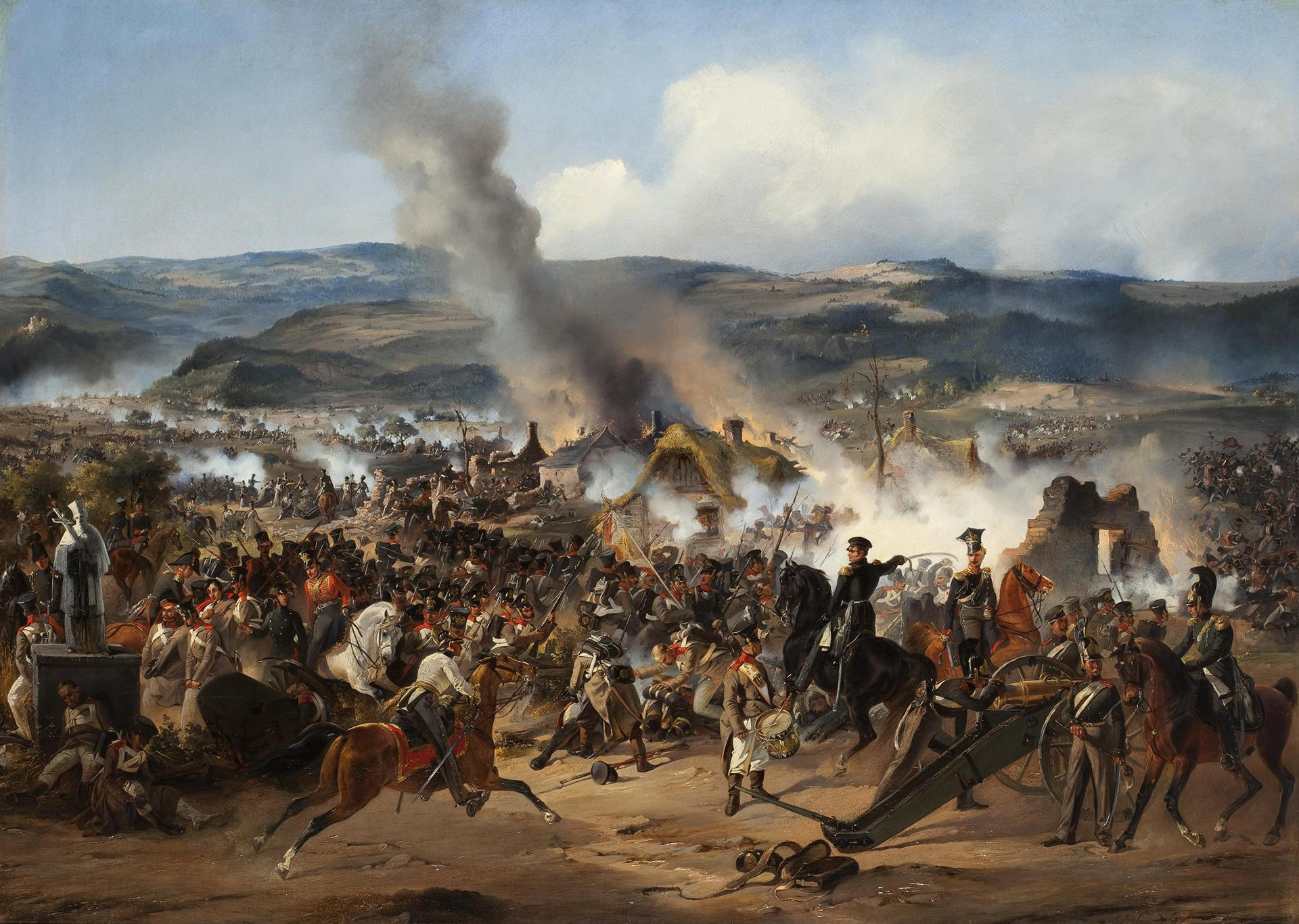
Bataille de Kulm par Alexandre von Kotzebue.

La première action commune est l'échec de la bataille de Dresde, en août. L'initiative est du tsar Alexandre, alors que Schwarzenberg et Radetzky ont à l'esprit d'affronter séparément les différentes armées de Napoléon, comme cela se produit le 29 au 30 août suivant, avec la victoire alliée de Kulm dans le nord de la Bohême.
Le 4 septembre, Radetzky présente un document intitulé Projet pour les opérations futures, qui contient une critique des opérations alliées au cours des batailles de Dresde, de Chlumec et de Katzbach. Il participe aux batailles de Kulm et Höchst.
Napoléon concentre son armée en Saxe, un des derniers états allemands qui lui restent fidèles, tandis que les trois armées alliées sont finalement en mesure de rejoindre. Radetzky contribue fortement à la préparation du plan de bataille, qui prévoit une marche sur Leipzig en trois colonnes principales. La « bataille des Nations » dure trois jours, du 16 au 19 octobre 1813 et prend fin avec la défaite de Napoléon.
Radetzky est blessé par deux fois et perd deux chevaux, mais il gagne l'estime générale comme stratège et tacticien et il est honoré par les trois souverains avec une série de décorations. Le 1er décembre, il est nommé dans une commission pour la direction de la défense de l'Allemagne.

#### Campagne de France
Napoléon se retire en ordre au-delà du Rhin. Il ne peut compter, désormais, que sur l'Italie confiée au vice-roi Eugène de Beauharnais qui dispose d'un bon dispositif de défense et la France, où il prévoit de mettre à profit la trêve hivernale pour organiser une nouvelle armée. L'empereur d'Autriche François Ier, par exemple, aurait préféré garder la ligne de défense du Rhin. Dans la tradition autrichienne ce serait Radetzky, avec le soutien de Alexandre Ier de Russie qui aurait imposé la poursuite de la campagne en direction de la France. Le 1er janvier 1814, Schwarzenberg passe le Rhin à Bâle et le Prussien von Blücher à Kaub, entre Coblence et Mayence. Commence alors la campagne de France.
Radetzky prend part à la bataille de Brienne. Il gagne une grande réputation tactique à Arcis sur Aube et à Champenoise. Il entre avec les souverains victorieux à Paris, le 31 mars 1814.
Le 6 avril, Napoléon abdique à Fontainebleau, et, en mai, est signé le traité de paix de Paris.

#### Congrès de Vienne
Au cours des deux dernières campagnes, Radetzky a une grande influence dans les conseils de guerre des généraux et des souverains alliés. Il en est ainsi de l'exemple du tsar Alexandre Ier qui estime avoir appris de Radetzky, ce que décrit l'anecdote suivante : avant même l'invasion de la France, Radetzky est malade. Son médecin lui prescrit un verre de vin rouge par jour, et en informe le tsar. Aussi, au printemps 1814, lors de la campagne française, tous les jours, et selon un rituel particulier, un gigantesque cosaque escorte le tsar qui se rend chez Radetzky une carafe d'argent remplie de Bordeaux, prononçant les mots : « le bon tsar Alexandre envoie à Votre Excellence un quart de vin ».
Radetzky participe au congrès de Vienne, où il semble avoir servi d'intermédiaire entre le chancelier autrichien Metternich et le tsar, quand les désaccords surgissent entre les deux hommes, les Autrichiens et les Britanniques s’inquiètent également des ambitions hégémoniques du tsar Alexandre,.

#### Quinze ans de paix
En mai 1815, il devient le chef du quartier général de l'armée du Haut-Rhin. Le 22 juin, il est accueilli dans le très important conseil secret de l'empereur d'Autriche.
De 1816 à 1818, il sert avec le grade de général de division de cavalerie, en tant que commandant de la région de Ödenburg puis à Ofen-Pesth (Budapest). Dans ce rôle, il conduit, en mai 1816, un grand défilé de cavalerie, organisé à Vienne à l'occasion de la visite du tsar, de qui il reçoit une épée d'honneur sertie de diamants. À partir de 1818, il est aux côtés de l'archiduc Ferdinand Charles à l'état-major. Il y repropose ses idées de réforme militaire, y compris les grandes manœuvres, qui n'aboutissent pas dans le climat de paix qui s'est instauré sur le continent. Elles sont aussi jugées « trop avancées ». Il se fait ainsi des ennemis, au point qu'en 1829, une proposition est avancée pour son retrait. L'empereur préfère une solution plus digne et en novembre 1829, il lui donne le poste de gouverneur de la ville et de la forteresse d'Olomouc.

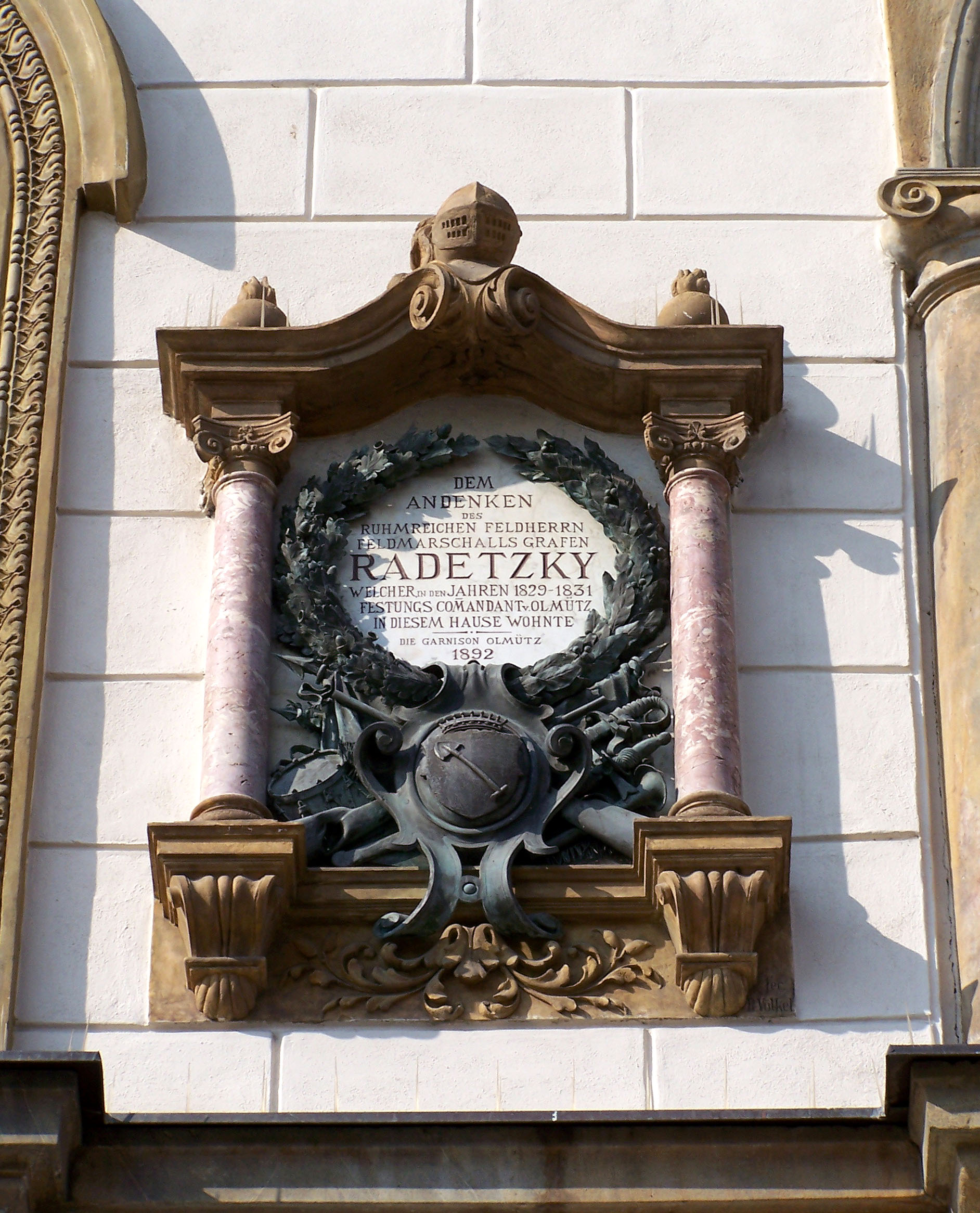
Plaque commémorative rappelant la présence de Radetzky à Olomouc de 1829 à 1831.

### Commandant militaire de la Lombardie-Vénétie

#### Révolution italienne de 1831
En 1830, la Révolution de Juillet, en France, attisent les ferments libéraux dans le centre de la péninsule italienne et, en 1831, l'insurrection populaire qui débute dans le duché de Modène, gouverné par François, archiduc d'Autriche-Este, s'étend à Bologne, aux États pontificaux et au duché de Parme et Plaisance qui est gouverné par Marie-Louise d'Autriche.
En raison des événements révolutionnaires dans le centre de l'Italie, le 26 février 1831, Radetzky est rappelé au service actif et affecté au quartier général du maréchal Johann Maria Philipp Frimont, commandant l'armée autrichienne du royaume de Lombardie-Vénétie. Il n'est pas impossible que le rappel de l'« exil » d'Olomouc en 1831, ait un rapport avec les intérêts de la puissante famille de l'épouse de Radetzky, les Strassoldo, d'origine frioulane, à laquelle appartient Giulio Strassoldo di Sotto (it) gouverneur de Milan de 1818 à sa mort en 1830.
L'armée stationnée en Lombardie-Vénétie est forte de 104 500 hommes et 5 200 chevaux. En mars 1831, Frimont en déplace environ 23 000 à Bologne, 6 000 à Parme, 6 000 à Modène tandis que 10 000 restent en réserve. Le premier affrontement a lieu avec 300 volontaires à Novi di Modena, et le 21 mars, les Autrichiens entrent dans Bologne. Les combats les plus violents ont lieu à Rimini, le 25 mars où un millier de volontaires dirigé par Zucchi, ancien général de l'armée du royaume d'Italie et vétéran des guerres napoléoniennes s'oppose aux Autrichiens avant de se retirer.

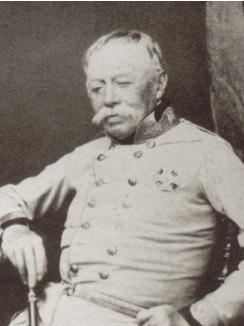
Radetzky par Lodovico Kaiser 1856.

#### Les Révolutions de 1848
Pour un article plus général, voir Révolutions de 1848 dans les États italiens.